# Cochlodina laminata
Fuseau commun
Espèce
Le fuseau commun (Cochlodina laminata (Montagu, 1803) est un mollusque gastéropode terrestre de la famille des Clausiliidae dans le sous-ordre des Helicina.

## Description
La coquille de cette espèce est longue et spiralée.

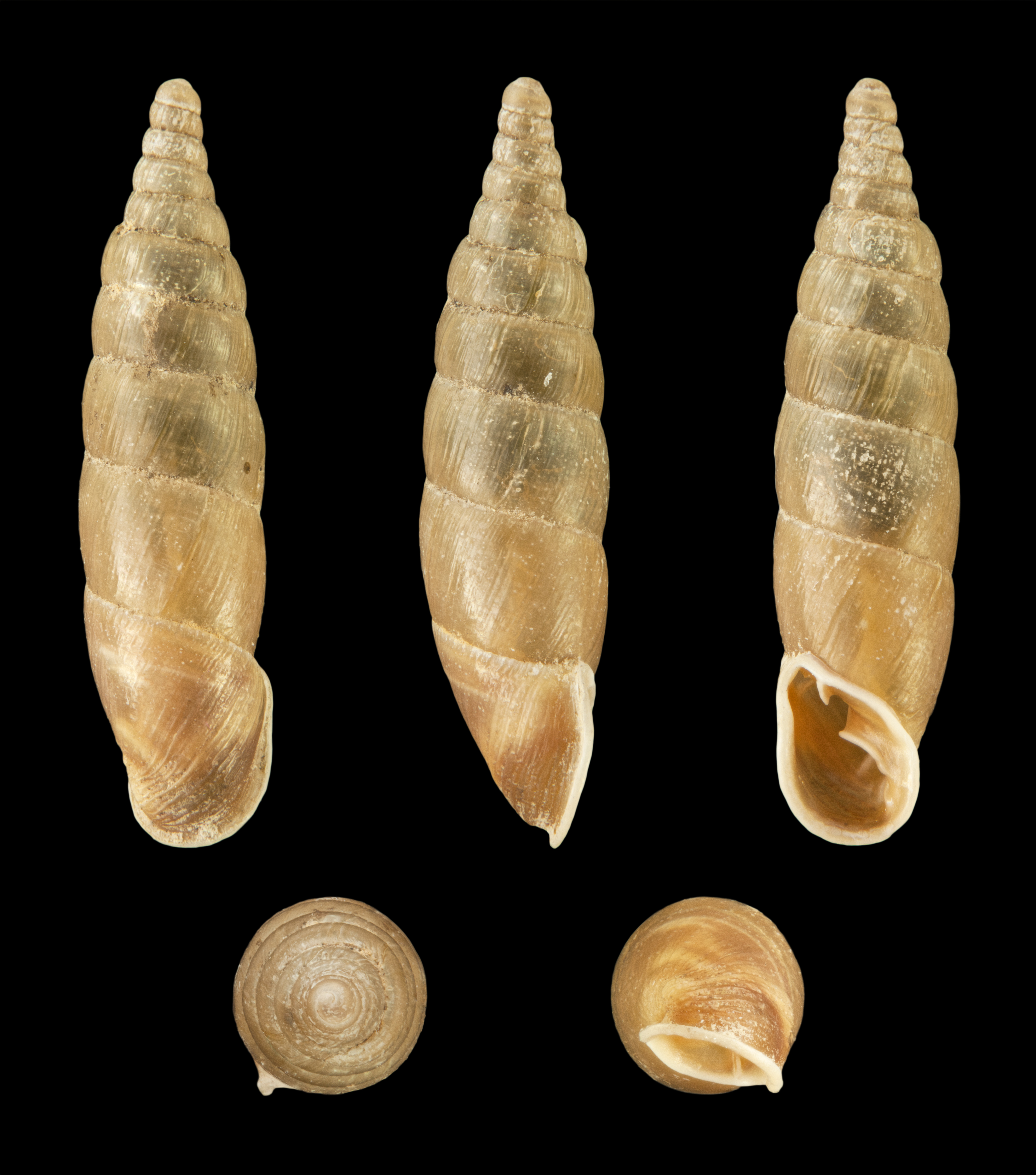